# لوئیس کومپانیس
 لوئیس کومپانیس (انگلیسی: Lluís Companys؛ ۲۱ ژوئن ۱۸۸۲ – ۱۵ اکتبر ۱۹۴۰) یک سیاست‌مدار، و وکیل اهل اسپانیا بود.